# Mary Shelley
Mary Wollstonecraft Shelley (London, 1797. augusztus 30. – London, 1851. február 1.) angol romantikus író, a Frankenstein, avagy a modern Prométheusz mű szerzője. A romantikus költő Percy Bysshe Shelley felesége volt.

## Élete
Mary Shelley, Mary Wollstonecraft Godwin néven született Londonban 1797-ben. Anyja az ismert feminista írónő Mary Wollstonecraft volt, aki Mary születését követően gyermekágyi lázban meghalt. Apja az ismert író, filozófus és újságíró, William Godwin volt.
William Godwin egy ideig egyedül nevelte Maryt és féltestvérét, Fanny Imlayt. Segítségként egy Louisa Jones nevű házvezetőnőt alkalmazott, aki lányokra is felügyelt. A házvezetőnő azonban Mary hároméves korában szerelmi kapcsolatba került Godwin egyik tanítványával, ami miatt elbocsátották a házból.
A házvezetőnő elbocsátása után második házasságon kezdett el gondolkodni. Hosszú keresgélés után megismerkedett a kétgyermekes özvegy Mary Jane Clairmont-tel, akit barátai tiltakozása ellenére nemsokára feleségül vett. Mary Jane Clairmont sokat veszekedett a férjével és nem fogadta el annak a gyermekeit, különösen Maryt nem kedvelte.
Mary Shelley soha nem járt iskolába, írni és olvasni Louisa Jonestól tanult meg, tudását pedig apja hatalmasnak mondható könyvtárában szerezte, többnyire autodidaktikusan. Ugyanakkor házuk tudósok, művészek, ismert szabadgondolkodók törzshelye volt, így gyakran végighallgatta azok beszélgetéseit, vitáit. Tizenegy éves korában megírta első rövidebb művét, Mounseer Nongtongpaw-ot, melyet apja kiadója publikált is.
1812-re a Mary és mostohaanyja közötti feszültség annyira felerősödött, hogy az apjának el kellett küldenie William Baxterhez, Skóciába. Itt egy szerető családban találta magát, melynek érzése egész életén keresztül elkísérte. 1831-ben a Frankenstein előszavában azt írta, hogy ez az időszak volt az, amikor íróvá fejlődött.

### Shelley
1812-ben apja házában megismerkedett a nős Percy Bysshe Shelleyvel, akivel nemsokára egymásba szerettek. Shelley felajánlotta feleségének, hogy éljenek hármasban, de a nő ezt elhárította. A szerelmespár Mary anyjának a sírjánál találkozott, majd miután fény derült a kapcsolatukra, 1814-ben Franciaországba szöktek. 1816 tavaszán meglátogatták a Svájcban tartózkodó Byront, aki kisegítette őket anyagi gondjaikból. A Byron házában töltött idő alatt írta meg Mary a Frankenstein című művét (1818).

### Visszatérés Angliába
1816 szeptemberében Percy Bysshe Shelleyvel visszatért Londonba. Nemsokára, október 9-én Mary féltestvére, Fanny Imlay öngyilkos lett, majd december 10-én Shelley felesége, Harriet is öngyilkos lett. Mostohatestvére, Claire Clairmont közben terhes lett Byrontól, aki viszont nem akarta őt feleségül venni.
1816. december 30-án Londonban, Mary és Percy összeházasodtak. A házassághoz Mary apja is áldását adta. Három gyermekük született, ebből kettő korán meghalt. A következő években Olaszország különböző városaiban éltek, magukkal vitték Mary mostohatestvérét, Claire-t is, aki időközben a közös gyereküket, Allegra Byront apja, Byron gondjaira bízta. 1822. július 8-án férje, Percy, miután hajójával viharba került, meghalt. Férje elhamvasztása után Mary visszatért Londonba, ahol 53 évesen, 1851. február 1-jén meghalt.

## Művei
- Mounseer Nongtongpaw; or, The Discoveries of John Bull in a Trip to Paris, Juvenile Library, 1808
- History of Six Weeks' Tour through a Part of France, Switzerland, Germany, and Holland, with Letters Descriptive of a Sail round the Lake of Geneva, and of the Glaciers of Chamouni, 1817
- Frankenstein; avagy a modern Prométheusz (regény)
- Mathilda (1819 regény)
- Valperga; or The Life and Adventures of Castruccio, Prince of Lucca (regény)
- Percy Bysshe Shelley műveinek szerkesztője, Posthumous Poems of Percy Bysshe Shelley, Hunt, 1824
- The Last Man (Az utolsó ember) (regény), 1833
- The Fortunes of Perkin Warbeck (regény)
- Lodore (regény), három kötet, Bentley, 1835
- Falkner (regény), 1837
- Editor of P. B. Shelley, The Poetical Works of Percy Bysshe Shelley, négy kötet, Moxon, 1839
- Rambles in Germany and Italy in 1840, 1842, and 1843
- The Choice: A Poem on Shelley's Death, szerk. H. Buxton Forman, London, 1876
- The Mortal Immortal (rövid történet), 1910
- Proserpine and Midas: Two Unpublished Mythological Dramas, 1922
- Közreműködő 86-88 és 102-103 kötetekben a The Cabinet of Biography-ban, 1835–1839
- Munkatárs a London Magazine, Blackwood's Edinburgh Magazine, Examiner, és Westminster Review újságoknál
- The Keepsake szerkesztője, 1828–1838
- The Bride of Modern Italy (?)
- The Dream (?)
- Ferdinando Eboli (?)
- The Invisible Girl (?)
- Roger Dodsworth: The Reanimated Englishman (1826)
- The Sisters of Albano (?)
- The Transformation (?)

## Magyarul
- Frankenstein; ford. Göncz Árpád, utószó Kuczka Péter; Kozmosz, Bp., 1977 (Kozmosz Fantasztikus Könyvek) ISBN 963-211-213-X
- Frankenstein vagy A modern Prométheusz; ford. Göncz Árpád; Szukits, Szeged, 1995 (Gothic) ISBN 963-8199-70-9
- Frankenstein, Jószöveg Műhely Kiadó, 2000 ISBN 963-9134-34-1
- Frankenstein + Válogatott versek, Magyar Könyvklub, 2003 ISBN 963-547-996-4
- Az utolsó ember, 1-2.; ford. Gálvölgyi Judit; Metropolis Media, Bp., 2008 (Galaktika fantasztikus könyvek) ISBN 978-963-9866-04-1
- Frankenstein; átdolg. Deanna McFadden, ford. Farkas Krisztina; Alexandra, Pécs, 2011 (Klasszikusok könnyedén)
- Mathilda; ford. Ortutay Péter; Fapadoskonyv.hu, Bp., 2012 ISBN 978-963-344-041-4

## Ajánlott irodalom
- Lives of the Great Romantics 3. Mary Shelley, vol.3, ed. Betty T. Bennett (Pickering and Chatto, London, 1999)
- Martin Garrett, A Mary Shelley Chronology (Palgrave, Basingstoke, and St Martin’s Press, New York, 2002)
- Martin Garrett, Mary Shelley (British Library: London, 2002)
- William St Clair, The Godwins and the Shelleys: the Biography of a Family (Faber and Faber, London, 1989)
- Miranda Seymour, Mary Shelley (John Murray, London, 2000)
- Emily W. Sunstein, Mary Shelley: Romance and Reality (Johns Hopkins University Press, Baltimore, 1989)